# Isabella van Leeuwarden
Isabella van Leeuwarden , född 1696, död 19 juni 1773 i Haarlem, var en nederländsk affärsidkare. 
Hon ärvde 1761 en garnfabrik i Haarlem, som hon drev med framgång. Hon är främst ihågkommen som grundaren av Remonstrantsche Hofje i Haarlem och sitt gynnande av remonstranternas församling i staden. 